# مات جوكس
مات جوكس (بالإنجليزية: Matt Guokas)‏ مواليد 25 فبراير 1944 في فيلادلفيا، هو لاعب كرة سلة أمريكي سابق تحول إلى التدريب بعد الاعتزال بدأ مسيرته الاحترافية في سنة 1966 وحمل الرقم 14 و24 و11 و4 و10. يبلغ طوله 6 قدم 5 بوصة (2.0 م). اعتزل اللعب في 1976.

## فرق لعب لها
- فيلادلفيا سفنتي سيكسرز
- شيكاغو بولز
- سكرامنتو كينغز
- هيوستن روكتس
- لوس أنجلوس كليبرز

## روابط خارجية
- مات جوكس على موقع إن بي أي (الإنجليزية)
- مات جوكس على موقع سبورتس رفرنس (الإنجليزية)
- مات جوكس على موقع كلية كرة السلة في سبورتس رفرنس.كوم (الإنجليزية)
- مات جوكس على موقع ريلجم (الإنجليزية)
- مات جوكس على موقع بروبوليرز (الإنجليزية)
- مات جوكس على موقع سبورتس رفرنس (الإنجليزية)